# Urtzi Iriondo
Urtzi Iriondo, né le 30 janvier 1995 à Zeberio en Espagne, est un footballeur espagnol. Il évolue au poste d'arrière gauche à la Royale Union saint-gilloise.

## Biographie
Il joue 32 matchs en deuxième division espagnole avec l'Athletic Bilbao B (un but), et 19 matchs dans ce même championnat avec l'Elche CF.